# Warriors’ Gate
A Warriors’ Gate a Doctor Who sorozat 113. része, amit 1981. január 3-a és január 24-e  között adtak négy epizódban. Ez az E-tér trilógia harmadik, egyben befejeződő része.
Ebben a részben jelenik meg utoljára, Lalla Ward, mint Romana, és ebben a részben jelenik meg utoljára K9, akinek John Leeson adja a hangját.

## Történet
A TARDIS időszélbe kerül és egy különös oroszlánemberszerű alak jelenik meg, aki nullára állítja az összes koordinátát. A TARDIS ezután a látszólag tejfehér semmiben landol. De a közelben van hasonló pácban egy kereskedő hajó is, a legénység rabszolga-kereskedelemmel
foglalkozik. Időérzékeny tharilokat szállítanak, akik segítségével navigálni tudnak az időben. A Doktor egy középkori romkastélyra bukkan a közelben, amelynek különös tükrei átjárók, kapuk a tér és idő barázdái között...

## Epizódlista
| Epizódok sorszáma | Bemutató napja   | Hossza | Nézők száma (millió) |
| ----------------- | ---------------- | ------ | -------------------- |
| 1.                | 1981. január 3.  | 22:54  | 7,1                  |
| 2.                | 1981. január 10. | 23:47  | 6,7                  |
| 3.                | 1981. január 17. | 22:15  | 8,3                  |
| 4.                | 1981. január 24. | 24:53  | 7,8                  |

## Könyvkiadás
A könyvváltozatát 1982. április 15.-n adta ki a Target könyvkiadó. Írta Stephen Gallagher,  "John Lydecker" néven.

## Otthoni kiadás
- VHS-n 1997 novemberében adták ki.
- DVD-n 2009. január 26.-n adták ki az E-trilógia másik két részével.

### Fordítás
- Ez a szócikk részben vagy egészben  a   Warriors' Gate című angol Wikipédia-szócikk fordításán alapul.  Az eredeti cikk szerkesztőit annak laptörténete sorolja fel. Ez a jelzés csupán a megfogalmazás eredetét és a szerzői jogokat jelzi, nem szolgál a cikkben szereplő információk forrásmegjelöléseként.